# Club Deportivo Atlético Huila
Club Deportivo ATlético Huila, oftast enbart Atlético Huila, är en colombiansk fotbollsklubb från Neiva, som grundades 29 november 1990 och är en av de yngsta professionella fotbollsklubbarna i landet. Enbart sjutton år efter grundandet, 2007, lyckades Atlético Huila komma på andraplats i den colombianska högstaligan - en bedrift som de upprepade 2009. Klubben har deltagit i internationella turneringar i Sydamerika, den första när de 1999 deltog i Copa CONMEBOL, där de dock åkte ut direkt efter att ha förlorat mot São Raimundo från Brasilien. Atlético Huila spelar sina hemmamatcher på Estadio Guillermo Plazas Alcid, som tar 27 000 åskådare vid fullsatt.